# Valencia Street Circuit
Valencia Street Circuit, Circuito urbano de Valencia eller Circuito de Valencia var en stadsracerbana i Valencia i Spanien. 
Banan, som gick runt Juan Carlos I Marina, var 5,440 km lång och hade 25 kurvor, 11 höger- och 14 vänsterkurvor. Valenciabanan var en mycket snabb stadsbana och tillät en topphastighet på cirka 323 km/h.
Europas Grand Prix i Formel 1 kördes här från och med säsongen 2008 till och med säsongen 2012.
Efter året 2013 har inga tävlingar hållits på banan på grund av ekonomiska anledningar. Banan stängdes 2013 och är i dagsläget inte i bruk.

## F1-vinnare
| Säsong | Förare             | Tillverkare             |
| ------ | ------------------ | ----------------------- |
| 2008   | Felipe Massa       | Ferrari                 |
| 2009   | Rubens Barrichello | Brawn-Mercedes          |
| 2010   | Sebastian Vettel   | Red Bull Racing-Renault |
| 2011   | Sebastian Vettel   | Red Bull Racing-Renault |
| 2012   | Fernando Alonso    | Ferrari                 |

## GP2-vinnare

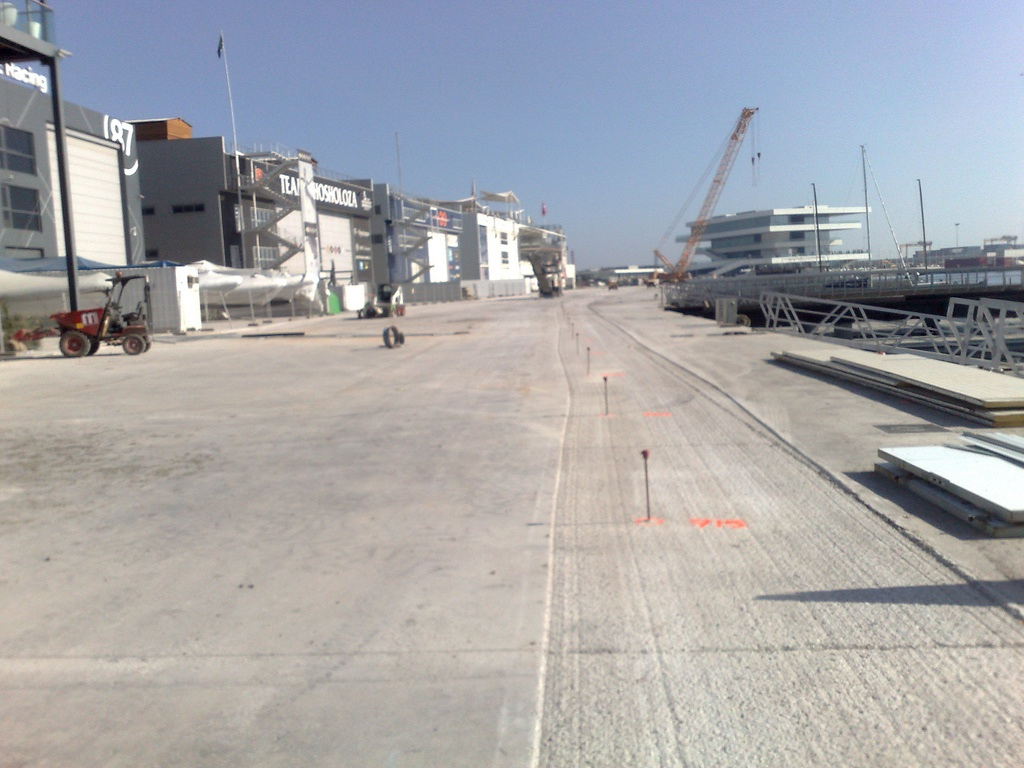
Banan under byggnad, America's Cup Port

| Säsong | Heat 1         | Heat 2          |
| ------ | -------------- | --------------- |
| 2008   | Vitalij Petrov | Lucas di Grassi |
| 2009   | Vitalij Petrov | Nico Hülkenberg |